# La crociata degli innocenti
La crociata degli innocenti è un film perduto del 1917 diretto da Alessandro Blasetti e altri due aiuto-registi, che si basarono su un'omonima opera del poeta Gabriele D'Annunzio, che in tale pellicola firmò anche la sceneggiatura.

## Trama
Circa nell'anno 1000, in pieno Medioevo, un pastore italiano di nome Odimondo decide di lasciare la sua donna Novella per mettersi con una bella ragazza. Tuttavia non appena i due pastorelli si uniscono, la ragazza (che inoltre è una prostituta) viene colpita da un terribile male mandato dal Cielo: la lebbra. Odimondo pensa che ciò sia una punizione di Dio per il loro peccato carnale, così si rivolge ad un prete (una persona non del tutto ortodossa ed osservante le regole della Chiesa cattolica), il quale gli suggerisce di uccidere un innocente per salvare la sua ragazza dal male di Dio. Odimondo, non volendo far altro che cercare il bene per la sua donna, trova la sua sorellina Gaietta a giocare ed immediatamente la uccide, sperando così di ottenere ciò che voleva. La lebbra sparisce per un po' di tempo dalla pelle della prostituta, ma ben presto ritorna perché un sant'uomo che si fa chiamare il Pellegrino, fa rinsavire la defunta Gaietta. Incontratosi con il peccatore Odimondo, il Pellegrino gli dichiara che per purificario totalmente dalla pena di Dio, egli deve andare con i cavalieri crociati a combattere la Guerra Santa tra Cristiani e Musulmani a Gerusalemme in Palestina, la Terra Santa.
Tutti partono e il Pellegrino, incominciando a manifestare strani segni, dichiara che la guerra verrà combattuta per il caso di Odimondo da bambini, ossia da innocenti, perché così il messaggio di Dio e di Cristo potrà essere trasmesso agli "infedeli" nella maniera più pura. La profezia si rivela una carneficina, perché una nave di mercanti e di schiavisti arabi incrocia il naviglio di Odimondo, con il Pellegrino, la prostituta, Novella e Gaietta, che la fa affondare. Solo Odimondo rimane sano e salvo, guardando sconsolato il mare che ha inghiottito tutte le sue persone a lui più care.